# Roderic H. Davison
Pour les articles homonymes, voir Davison.
Roderic H. Davison (1917-1996) est un historien américain, spécialiste notamment de la Turquie et de l'Empire ottoman.

## Biographie
Diplômé de l'université de Princeton en 1937, il enseigne à l'université George-Washington de 1947 à 1993 et préside notamment la Middle East Studies Association (en) et la Turkish Studies Association (en).

## Publications
- Reform in the Ottoman Empire 1856–1876, Gordian Press, New York, 1973
- Essays in Ottoman and Turkish History, 1774–1923, Saqi Books, London, 1990
- Turkey : A Short History, The Eothen Press, Huntingdon, England, 1998 (3e édition)